# Warhem
Warhem [waʁɛm] est une commune française située dans le département du Nord, en région Hauts-de-France.

## Géographie

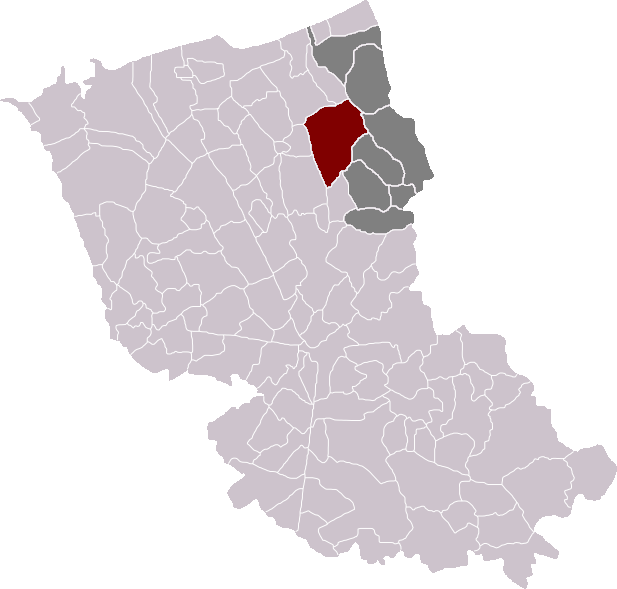
Warhem dans son canton et son arrondissement.

### Communes limitrophes
| Téteghem-Coudekerque-Village | Uxem        | Les Moëres         |
| Hoymille                     | Warhem      | Hondschoote Killem |
| Quaëdypre                    | West-Cappel | Rexpoëde           |

### Hydrographie

#### Réseau hydrographique
La commune est située dans le bassin Artois-Picardie. Elle est drainée par la Ringsloot, le canal de la Basse Colme, le canal des Glaises, le canal des Moeres, la Becque de Killem, la Shelvliet, la Becque de warhem, la haege meulen Becque, la Mille Becque, le canal Majeur, le Garen Gat, le ringsloot, le stinkaert, le watergang l'Haeghedoorne et divers autres petits cours d'eau,.
Le Ringsloot, d'une longueur de 20 km, prend sa source dans la commune de Hondschoote et se jette  dans le canal des Moeres sur la commune, après avoir traversé quatre communes. 

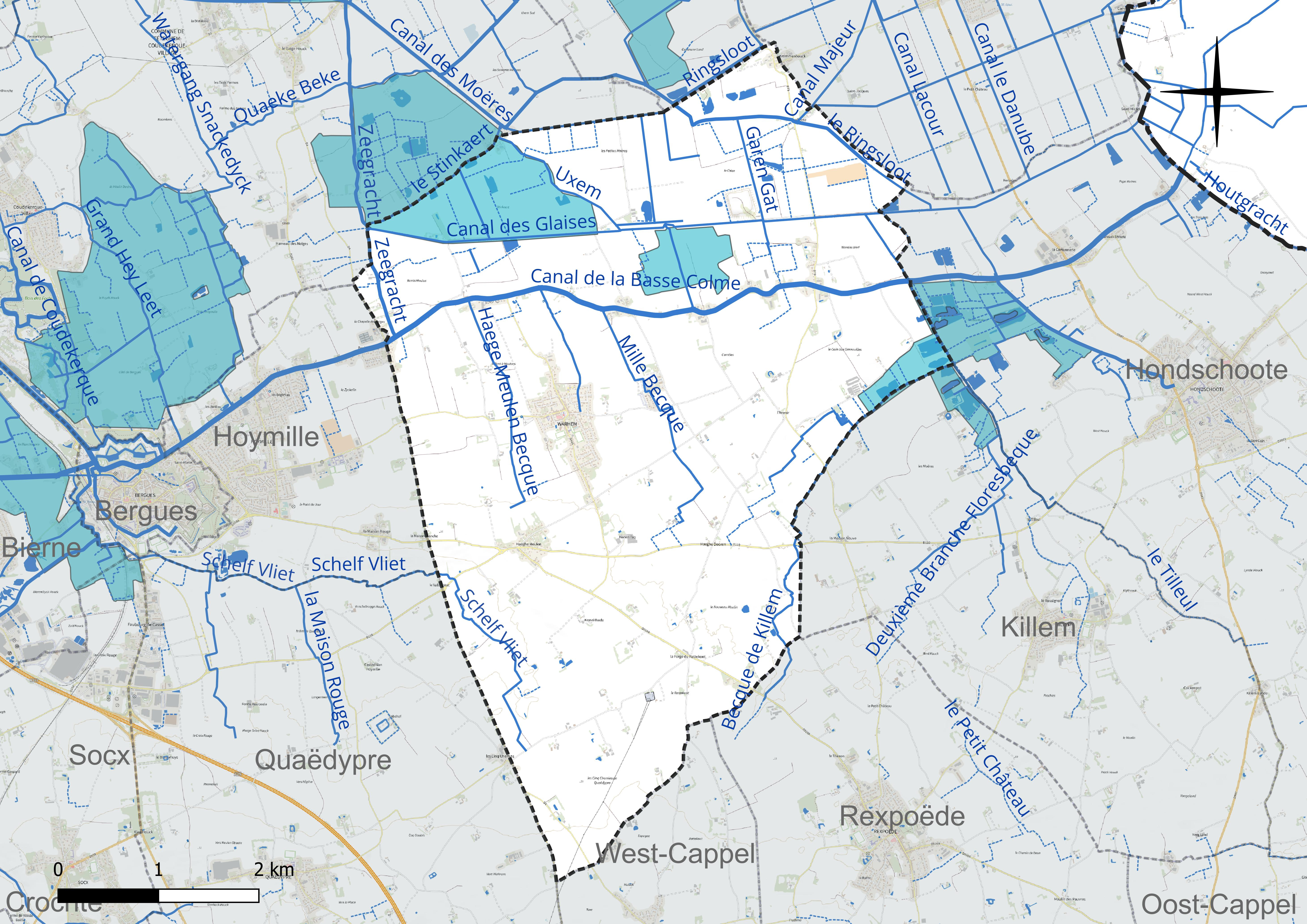
Réseau hydrographique de Warhem.

Le canal de la Basse-Colme, est un canal  reliant Bergues à Hondschoote. Il fait partie du canal de la Colme. 
Le canal des Moeres, d'une longueur de 11 km, prend sa source dans la commune  et se jette  dans le canal de Furnes à Dunkerque à Dunkerque, après avoir traversé cinq communes. 

#### Gestion et qualité des eaux
Le territoire communal est couvert par le schéma d'aménagement et de gestion des eaux (SAGE) « Delta de l'Aa ». Ce document de planification concerne un territoire de 1 208 km2 de superficie, délimité par le bassin versant de l'Aa. Le périmètre a été arrêté le 18 août 2000 et le SAGE proprement dit a été approuvé le 15 mars 2010. La structure porteuse de l'élaboration et de la mise en œuvre est l'Institution intercommunale des Wateringues. 
La qualité des cours d'eau peut être consultée sur un site dédié géré par les agences de l'eau et l'Agence française pour la biodiversité. 

### Climat
Pour des articles plus généraux, voir Climat des Hauts-de-France et Climat du Nord.
En 2010, le climat de la commune est de type climat océanique altéré, selon une étude du CNRS s'appuyant sur une série de données couvrant la période 1971-2000. En 2020, Météo-France publie une typologie des climats de la France métropolitaine dans laquelle la commune est exposée à un climat océanique et est dans la région climatique  Côtes de la Manche orientale, caractérisée par un faible ensoleillement (1 550 h/an) ; forte humidité de l'air (plus de 20 h/jour avec humidité relative > 80 % en hiver), vents forts fréquents.
Pour la période 1971-2000, la température annuelle moyenne est de 10,7 °C, avec une amplitude thermique annuelle de 13,8 °C. Le cumul annuel moyen de précipitations est de 712 mm, avec 12,1 jours de précipitations en janvier et 8 jours en juillet. Pour la période 1991-2020, la température moyenne annuelle observée sur la station météorologique la plus proche, située sur la commune de Dunkerque à 11 km à vol d'oiseau, est de 11,7 °C et le cumul annuel moyen de précipitations est de 690,8 mm,. Pour l'avenir, les paramètres climatiques de la commune estimés pour 2050 selon différents scénarios d'émission de gaz à effet de serre sont consultables sur un site dédié publié par Météo-France en novembre 2022.

## Urbanisme

### Typologie
Au 1er janvier 2024, Warhem est catégorisée commune rurale à habitat dispersé, selon la nouvelle grille communale de densité à sept niveaux définie par l'Insee en 2022.
Elle appartient à l'unité urbaine de Bergues, une agglomération intra-départementale regroupant quatre  communes, dont elle est ville-centre,,. Par ailleurs la commune fait partie de l'aire d'attraction de Dunkerque, dont elle est une commune de la couronne,. Cette aire, qui regroupe 66 communes, est catégorisée dans les aires de 200 000 à moins de 700 000 habitants,.

### Occupation des sols
L'occupation des sols de la commune, telle qu'elle ressort de la base de données européenne d'occupation biophysique des sols Corine Land Cover (CLC), est marquée par l'importance des territoires agricoles (97,7 % en 2018), une proportion sensiblement équivalente à celle de 1990 (98,5 %). La répartition détaillée en 2018 est la suivante : 
terres arables (97,4 %), zones urbanisées (1,9 %), zones humides intérieures (0,4 %), zones agricoles hétérogènes (0,3 %). L'évolution de l'occupation des sols de la commune et de ses infrastructures peut être observée sur les différentes représentations cartographiques du territoire : la carte de Cassini (XVIIIe siècle), la carte d'état-major (1820-1866) et les cartes ou photos aériennes de l'IGN pour la période actuelle (1950 à aujourd'hui).

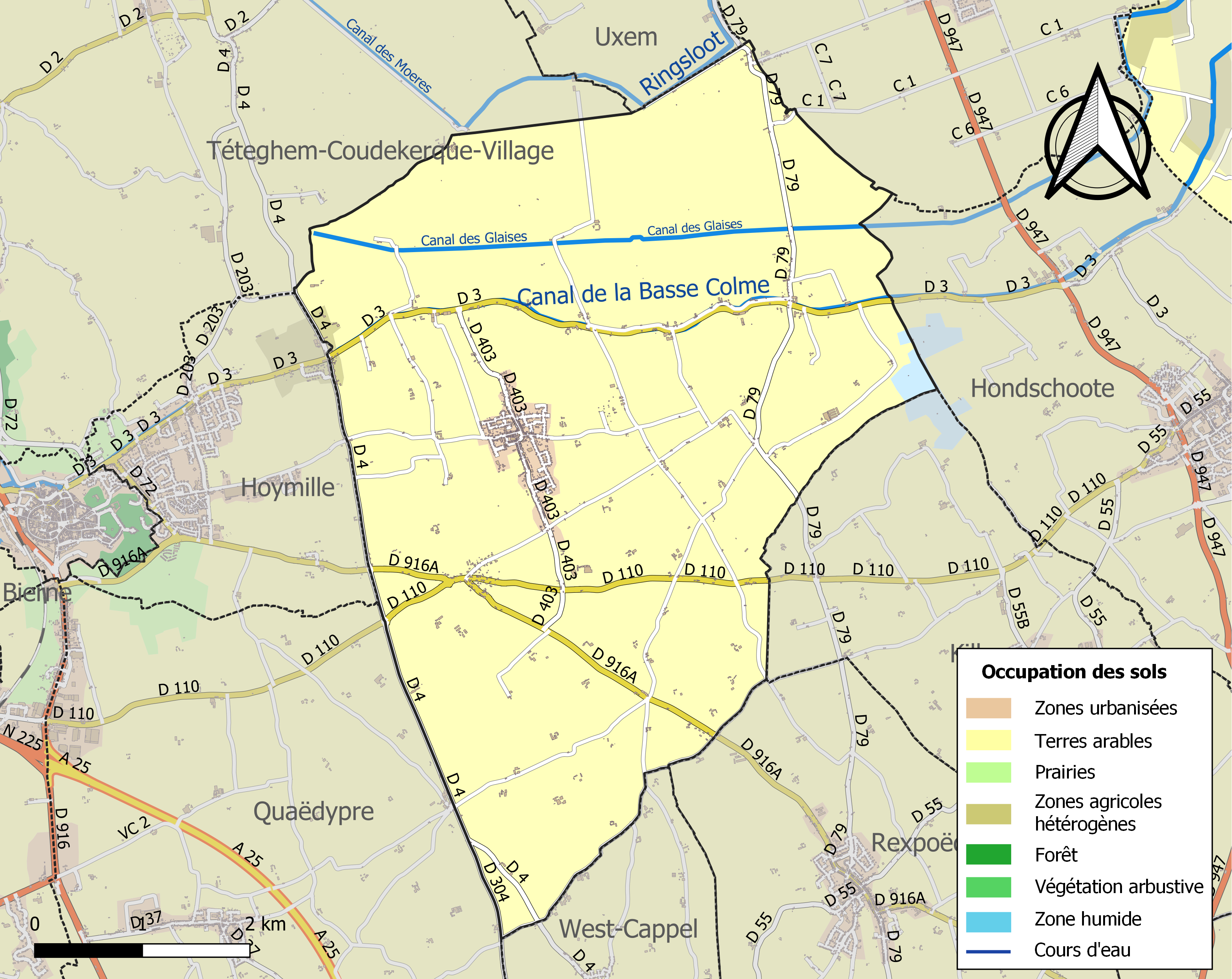
Carte des infrastructures et de l'occupation des sols de la commune en 2018 (CLC).

## Toponymie
- D'un nom de personne germanique + heim[26].
- Warheem (1067), Werhem (1164).
- Warrem en flamand[27].

## Histoire
Warhem a donné son nom à une famille de la noblesse. La famille de Warhem avait pour armes « Échiqueté d'argent et de sable », armes très proches de celles de la commune actuelle.
Everard, seigneur de Warhem et châtelain de Bergues, acheta la terre de Warhem à l'époque d'Arnoul Ier Comte de Flandre entre 918 et 964 et la donna à l'abbaye Saint-Winoc de Bergues. Il entoura la ville de Bergues de murs.
L'abbaye de Saint-Winoc possédait la dime de Warhem en 1067. Le village dépendait de la châtellenie de Bergues.
En 1197, Lambert, évêque de Thérouanne, donne à l'abbaye de Nonnenbossche près d'Ypres, à l'occasion de la consécration de l'église de ce monastère une dîme se prélevant à Warhem. L'abbaye de Saint-Winoc, qui possédait en principe la dîme de Warhem, va contester cette donation, jusqu'à un accord passé en 1218. En 1218, Béatrice, abbesse de cette abbaye, la cède à l'abbé de Saint-Winoc, moyennant le paiement par celui-ci du montant fixé par les arbitres désignés pour régler le litige, et avant la fin de l'année, Adam, évêque de Thérouanne ou des Morins confirme l'accord tandis que Béatrice confirme avoir reçu de l'abbaye de Bergues ce que celle-ci lui devait pour cette dîme.
En 1216, David de Bergues possède un fief à Warhem, possession confirmée par Odon abbé de l'abbaye Saint-Vaast d'Arras.
Avant la Révolution française, on retrouve parmi les principaux dirigeants communaux (le magistrat) de Bergues, soit poortmestre ou chef des bourgeois soit chef de la Loi, plusieurs personnes dites de Warhem : Pierre de Warhem en 1439, Robert de Warhem en 1464 et 1466.
Du point de vue religieux, la commune était située dans le diocèse de Thérouanne puis dans le diocèse d'Ypres, doyenné de Bergues.
En 1526, Marguerite de Warhem devient abbesse de l'abbaye des filles de Saint-Victor située à Bergues.
En 1566, Christian de Warhem est le gouverneur de la maison des lépreux de Dunkerque.
Certaines sources prêtent à un jardinier de Warhem, Jean Dequidt, l'introduction de la pomme de terre en Flandre maritime : Jean Dequidt, avait un frère, installé en Hollande en 1714. En rentrant en France en 1722, ce frère aurait ramené quelques tubercules à Jean qui les cultiva. Quelques années plus tard, la culture s'en était répandue à travers la Flandre.
Comme tous les villages environnants, Warhem fut concernée de près par l'affaire du siège de Dunkerque menée par les armées coalisées contre la France en août septembre 1793. A cette occasion, Warhem connut stationnement et/ou passage de troupes (ennemies ou françaises) voire affrontements. L'opération prit fin avec la victoire française remportée lors de la bataille de Hondschoote qui amena le départ des troupes ennemies.
En 1895, avant le développement de l'automobile, et à l'époque des petits trains dans les campagnes, une voie ferrée dite des Flandres relie Bergues à Hondschoote via Warhem, Rexpoëde, Killem. Trois trains circulent par jour dans les deux sens, le trajet dure 45 minutes.
En 1866, on exploite encore au moins une tourbière située sur la commune.
Pendant la Première Guerre mondiale, an avril 1915, le hameau d'Hague-Meulen, sur Warhem, est désigné comme lieu de repos pour des troupes retirées du front d'Ypres. Les soldats proviennent de Woesten et son transportés en autobus. Les chevaux du régiment concerné y sont également dirigés, en provenance d'Elverdinge. La halte y est de courte durée, les soldats embarquent rapidement à la gare de Bergues dans un train qui les amène à Pernes, d'où ils sont dirigés vers La Thieuloye (ce genre de changement de lieu de combat avait fréquemment lieu après quelques semaines ou mois) et autres localités proches.
Warhem fait partie en 1917 d'un commandement d'étapes basé à Quaëdypre, c'est-à-dire un élément de l'armée organisant le stationnement de troupes, comprenant souvent des chevaux, pendant un temps plus ou moins long, sur les communes dépendant du commandement, en arrière du front. Warhem a donc accueilli des troupes de passage. Le village fait également partie à partir de 1916 du commandement d'étapes installé à Hondschoote, de celui de Rexpoëde en 1917, ou encore en 1917-1918 de celui de Bergues.
Le 17 juin 1916, vers 1 heure du matin, 3 bombes sont tombées sur le territoire de la commune. La ligne télégraphique longeant le canal de la Basse-Colme est coupée à environ 200 m du Pont à Mouton (direction de Bergues). Quelques vitres ont été brisées.
En août 1917, un maréchal des logis chef, d'un régiment d'artillerie cantonné à West-Cappel, Gillmann Louis, a été retrouvé mort dans un champ près de Warhem. Il tenait dans sa main droite un révolver d'ordonnance. Il s'est suicidé en se tirant deux balles dans la tête. La gendarmerie a établi un rapport et remis les papiers trouvés sur lui à la batterie à laquelle il appartenait. L'inhumation a eu lieu à Warhem le 22 août 1917. Le même jour , une bombe ennemie est tombée sur le village sans faire de dégâts.
Le 8 septembre 1917, un avion anglais a atterri à Warhem pour cause de panne de moteur, sans incident notable. Il a pu repartir par ses propres moyens.
En septembre 1917, à Warhem, pour éviter la réquisition des pommes de terre, des propriétaires demandent un laissez passer pour les armées et vont vendre leur chargement en zone anglaise sans que les gendarmes de la circulation s'y opposent. <le responsable du commandement d'étapes ordonne à la gendarmerie d'étape d'agir contre cette pratique.
Le 23 octobre 1917, 14 bombes dont une non éclatée sont tombées sur la commune.
Les 6 et 7 octobre 1919, des troupes sont venues cantonner à Rexpoede et environs : Hondschoote, Warhem, West-Cappel, pendant environ une semaine puis ont gagné d'autres lieux, essentiellement en Belgique.

## Blason de Warhem[52]
| armes de Warhem | Les armes de Warhem se blasonnent ainsi : Échiqueté d'argent et de sable de douze pièces. |

## Politique et administration

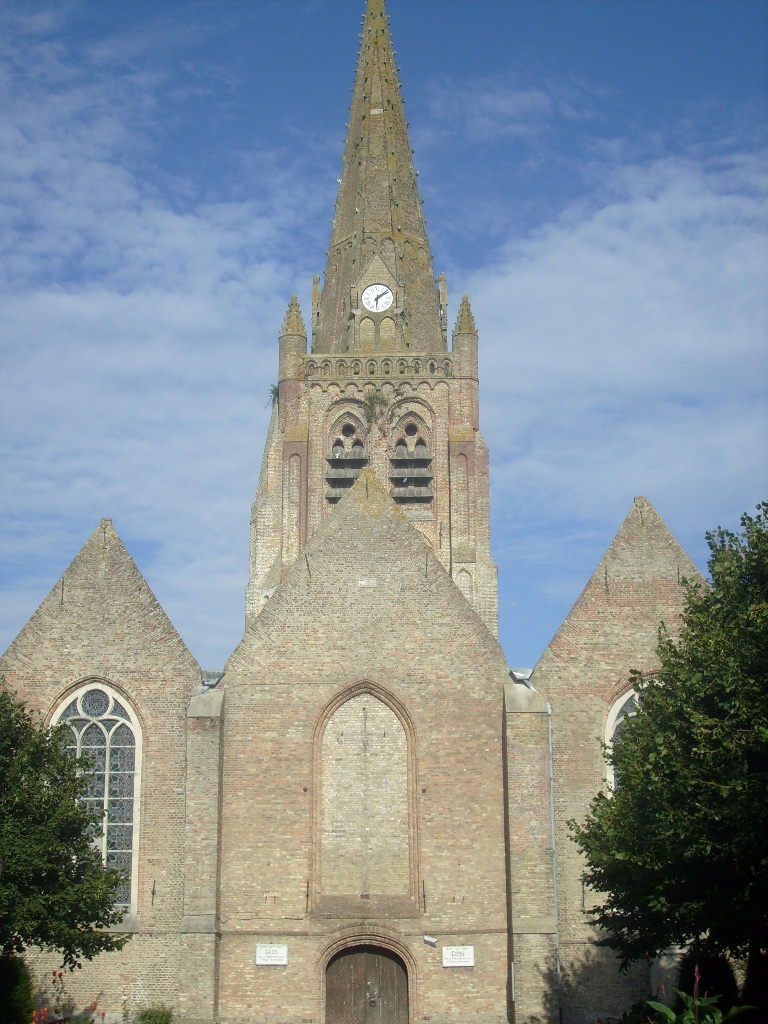
L'église.

Maire de 1802 à 1807 : Cornil Devys,.
Maire en 1854 : M. Bollengier.
Maire en 1881 et 1883 : Adolphe Galle,.
| Période                                  | Période                   | Identité           | Étiquette | Qualité                                                            |
| ---------------------------------------- | ------------------------- | ------------------ | --------- | ------------------------------------------------------------------ |
| 1842                                     | ?                         | François Desaunois |           |                                                                    |
|                                          |                           |                    |           |                                                                    |
| 1887                                     | 1892                      | François Didier    |           |                                                                    |
| 1892                                     | 1914                      | Charles Vandaele   |           |                                                                    |
|                                          |                           |                    |           |                                                                    |
| 1922                                     | 1926                      | Constant Didier    |           |                                                                    |
| 1926                                     | 1939                      | Abel Vermersch     |           |                                                                    |
|                                          |                           |                    |           |                                                                    |
| 1951                                     | 1969                      | Henri Vandaele     |           |                                                                    |
| 1969                                     | mars 1989                 | Marcel Vermersch,  |           |                                                                    |
| mars 1989                                | janvier 2008 (démission)  | Jean-Pierre Catry  | DVD       | Maire honoraire                                                    |
| janvier 2008                             | En cours (au 29 mai 2020) | Pierre Bouttemy    | DVD       | Ingénieur retraité 2e vice-président de la CC des Hauts de Flandre |
| Les données manquantes sont à compléter. |                           |                    |           |                                                                    |

## Population et société

### Démographie

#### Évolution démographique
L'évolution du nombre d'habitants est connue à travers les recensements de la population effectués dans la commune depuis 1793. Pour les communes de moins de 10 000 habitants, une enquête de recensement portant sur toute la population est réalisée tous les cinq ans, les populations de référence des années intermédiaires étant quant à elles estimées par interpolation ou extrapolation. Pour la commune, le premier recensement exhaustif entrant dans le cadre du nouveau dispositif a été réalisé en 2006.

En 2022, la commune comptait 2 035 habitants, en évolution de −0,78 % par rapport à 2016 (Nord : +0,51 %, France hors Mayotte : +2,11 %).
| 1793  | 1800  | 1806  | 1821  | 1831  | 1836  | 1841  | 1846  | 1851  |
| ----- | ----- | ----- | ----- | ----- | ----- | ----- | ----- | ----- |
| 2 343 | 2 246 | 2 127 | 2 427 | 2 524 | 2 574 | 2 589 | 2 571 | 2 547 |

| 1856  | 1861  | 1866  | 1872  | 1876  | 1881  | 1886  | 1891  | 1896  |
| ----- | ----- | ----- | ----- | ----- | ----- | ----- | ----- | ----- |
| 2 465 | 2 454 | 2 457 | 2 403 | 2 429 | 2 283 | 2 237 | 2 198 | 2 117 |

| 1901  | 1906  | 1911  | 1921  | 1926  | 1931  | 1936  | 1946  | 1954  |
| ----- | ----- | ----- | ----- | ----- | ----- | ----- | ----- | ----- |
| 2 000 | 2 058 | 1 986 | 1 820 | 1 760 | 1 653 | 1 539 | 1 438 | 1 429 |

| 1962  | 1968  | 1975  | 1982  | 1990  | 1999  | 2006  | 2011  | 2016  |
| ----- | ----- | ----- | ----- | ----- | ----- | ----- | ----- | ----- |
| 1 402 | 1 321 | 1 363 | 1 667 | 1 916 | 1 831 | 2 029 | 2 061 | 2 051 |

| 2021  | 2022  | - | - | - | - | - | - | - |
| ----- | ----- | - | - | - | - | - | - | - |
| 2 022 | 2 035 | - | - | - | - | - | - | - |

#### Pyramide des âges
La population de la commune est relativement jeune.
En 2018, le taux de personnes d'un âge inférieur à 30 ans s'élève à 31,6 %, soit en dessous de la moyenne départementale (39,5 %). À l'inverse, le taux de personnes d'âge supérieur à 60 ans est de 23,9 % la même année, alors qu'il est de 22,5 % au niveau départemental.
En 2018, la commune comptait 1 016 hommes pour 1 004 femmes, soit un taux de 50,3 % d'hommes, largement supérieur au taux départemental (48,23 %).
Les pyramides des âges de la commune et du département s'établissent comme suit.
| Hommes | Classe d’âge | Femmes |
| ------ | ------------ | ------ |
| 0,3    | 90 ou +      | 0,2    |
| 4,6    | 75-89 ans    | 5,9    |
| 18,6   | 60-74 ans    | 18,3   |
| 26,7   | 45-59 ans    | 28,5   |
| 15,4   | 30-44 ans    | 18,2   |
| 14,2   | 15-29 ans    | 13,0   |
| 20,1   | 0-14 ans     | 15,9   |

| Hommes | Classe d’âge | Femmes |
| ------ | ------------ | ------ |
| 0,5    | 90 ou +      | 1,4    |
| 5,3    | 75-89 ans    | 8,1    |
| 14,8   | 60-74 ans    | 16,2   |
| 19,1   | 45-59 ans    | 18,4   |
| 19,5   | 30-44 ans    | 18,7   |
| 20,7   | 15-29 ans    | 19,1   |
| 20,2   | 0-14 ans     | 18     |

## Lieux et monuments
- Église de style gothique, reconstruite en 1566. Chemin de croix en bois, sculpté par Elschoecht vers 1770. Quatre retables du XVIIIe siècle.
- Ancien presbytère, construit en 1724, devenu maison commune en 1789, puis hospice en 1895.
- Le cimetière militaire britannique de la Seconde Guerre mondiale

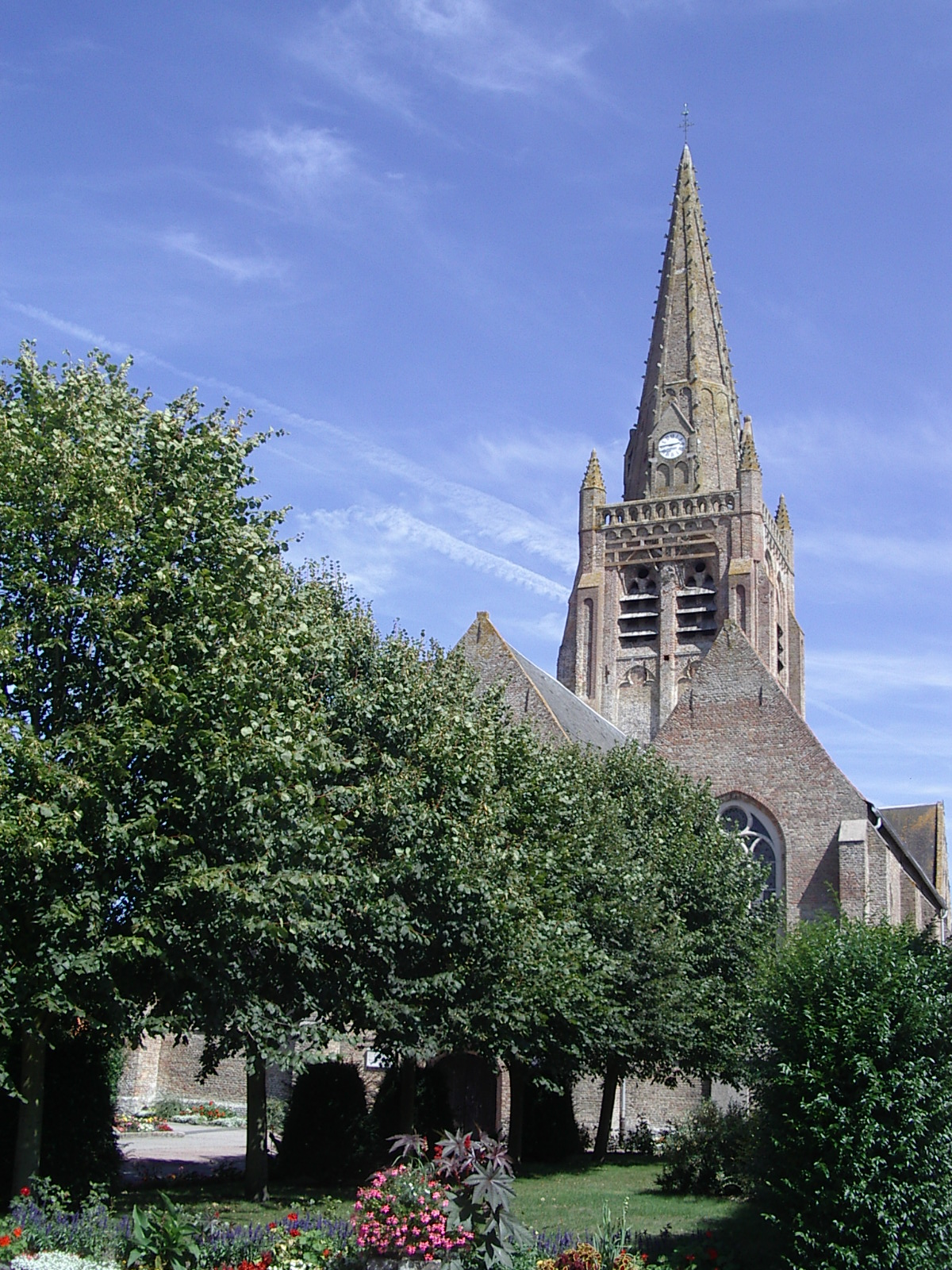
Église de Warhem
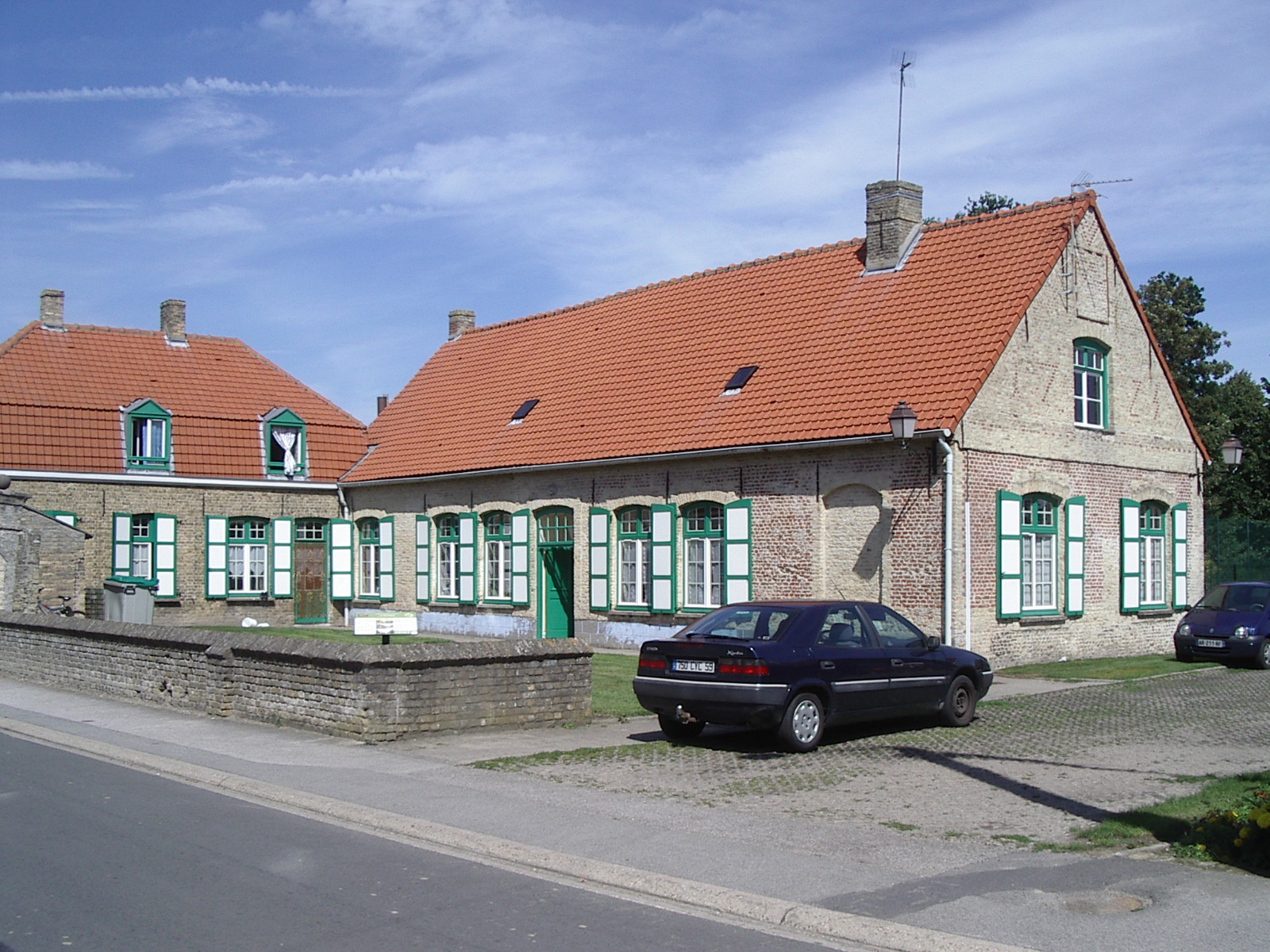
Ancien presbytère

Depuis 2009, Warhem fait partie du réseau Village Patrimoine, coordonné par les Pays de Flandre.

## Personnalités liées à la commune
- Everard, seigneur de Warhem, fils ou petit-fils de Gobert de Steelandt, seigneur de Groenbergh (surnom de Bergues à l'époque) fut châtelain de Bergues, châtellenie dont dépendait Warhem, autour de l'an 1000 comme son ascendant l'avait été (864 à 938?)[29].
- En 1292, Guillaume de Warhem représente le comte de Flandre lors de la vente d'un fief acheté par Wautier de Bourbourg[71], (Famille de Bourbourg).
- En 1458, Pierre de Warhem est titulaire de l'ammanie ou mayerie (l'amman représente un châtelain) de Loon-Plage dans la châtellenie de Bourbourg. Après lui, le titulaire en est Copkin de Warhem, fils de Robert (voir seigneurs de Loon-Plage à la page Loon-Plage). Également en 1458, Philippe de Warhem est possesseur d'un autre fief dans la châtellenie de Bourbourg. Lui succède dans ce fief Anna de Warhem, tante de Catherine de Zinneghem, fille de Jacques de Zinneghem, (seigneurie de Zinneghem) et femme de Husbrecht de Handschoewerker[72].
- Auguste Achte M.Afr. (1861-1905) missionnaire et ethnographe en Afrique.
- Paul Verschave (1878-1947) créateur de l'école de journalisme.
- Jean Schepman :  conseiller général du canton et vice-président du conseil général du nord.

## Pour approfondir